# 河野安信
河野 安信（こうの やすのぶ、文政3年（1820年） - 明治18年（1885年）9月17日）は、幕末-明治時代の殖産家。通称は重次郎。

## 経歴・人物
信濃国高井郡野沢村に生まれる。弘化2年（1845年）あけびの蔓を裂く器具「にぎりかんな」を考案し、村内にあけび蔓細工を広めた。明治8年（1875年）の内国勧業博覧会に自作のあけび蔓細工の作品を出品、好評を得た。